# Eiríks þáttr rauða
No confundir con la Saga de Erik el Rojo.
Eiríks þáttr rauða (o el Relato de Eric el Rojo) es una historia corta islandesa (þáttr). Es un relato sobre un periodo de la vida de Erik el Rojo y la colonización vikinga en América. La obra se conserva en Flateyjarbók.